# Іваново Село
45°40′ пн. ш. 17°15′ сх. д. / 45.66° пн. ш. 17.25° сх. д.
Іваново Село (хорв. Ivanovo Selo) — населений пункт у Хорватії, у Б'єловарсько-Білогорській жупанії у складі міста Грубишно-Полє.

## Населення
Населення за даними перепису 2011 року становило 264 осіб.
Динаміка чисельності населення поселення: